# 大谷増太郎
大谷 増太郎 (おおたに ますたろう、1896年3月25日 - 1977年1月23日) は、イギリスで活動した日本出身の柔道家・柔道指導者。
長崎県の五島列島に生まれる。幼少期については不明点が多いが、剣道を学んでいたとする説や、柔道を学んだとする説がある。英国に憧れ、1913年、17歳で貿易船の雑役夫となって、日本を離れる。セイロンのコロンボで臼井誠三に出会い、柔術を始める。1919年にロンドンに至り、日本人の経営するランプシェードの店で働いた。また、ウィルキンソン・ソードに勤務したともいう。2年後、ロンドンの道場である「武道会」に参加する。嘉納治五郎にともなってイギリスに滞在していた会田彦一、ついで武道会師範の谷幸雄の指導を受け、1930年代には、武道会創始者・小泉軍治の指導を補佐するようになった。後にはオックスフォード大学とケンブリッジ大学に派遣され、柔道を教えたという。
1930年代に、大谷は英国やヨーロッパのトップレスラーと多くの公開レスリング試合を行った。第二次世界大戦中は敵性外国人として強制収容されたともいう。戦後、1948年にイギリス柔道協会が設立されたが、方向性の違いから、1954年、大谷とその弟子たちはジュビリー柔道クラブ（大谷増太郎柔道協会）を設立した。1955年に、ロンドン柔道協会（LJS）の招待で阿部謙四郎が来英すると、阿部は大谷と連携し、1958年、英国柔道評議会を設立した。大谷は敏捷性で知られ、「史上最速の投げをする柔道家」とも宣伝された（1958年リバプールエコー紙の広告）。阿部は大谷に8段を授けた。1969年に阿部が日本に帰国すると、大谷が会長に就任した。

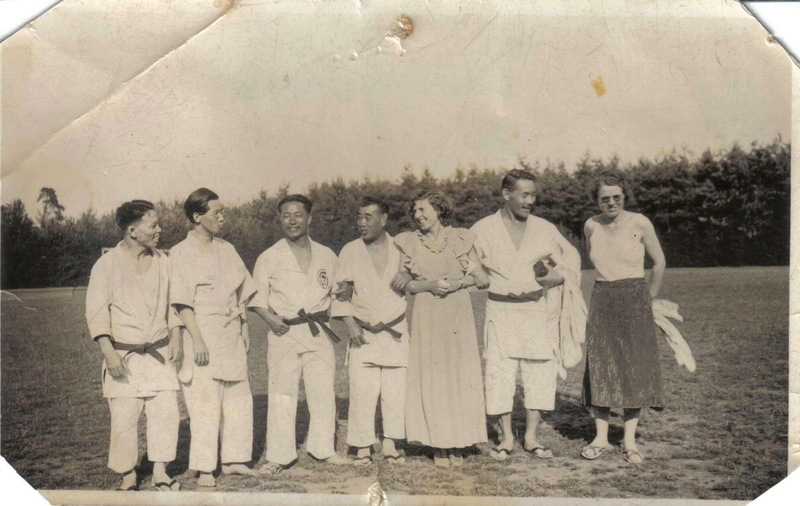
1933年、フランクフルトにて

1977年1月23日、大谷は脳卒中を起こし、ノーサンプトン総合病院に搬送されたが、亡くなった。英国柔道評議会会長には、息子のロビン・オオタニが就任した。